# Emetofobia

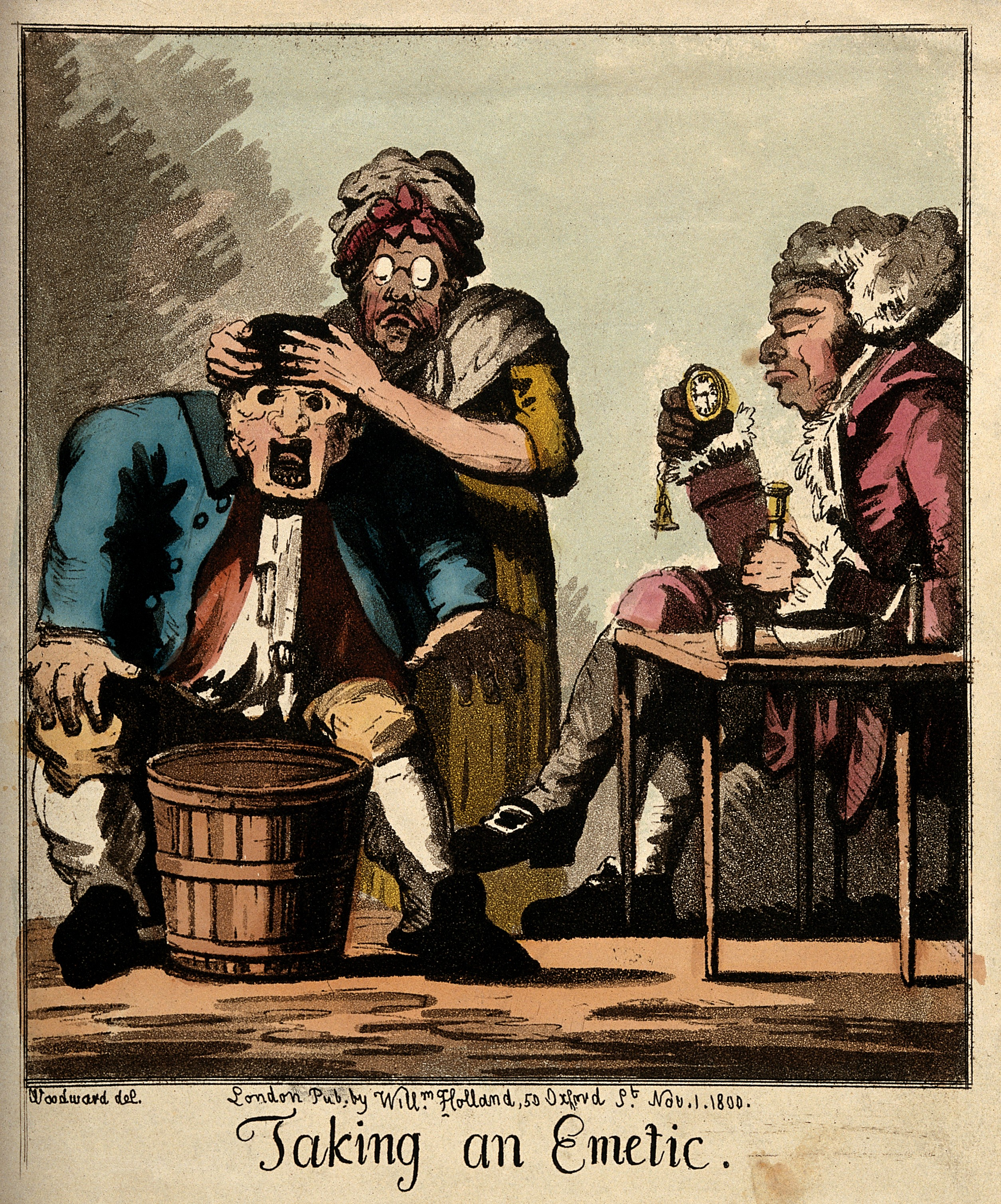
Un médico esperando que su paciente vomite. Grabado al aguatinta por G. M. Woodward, 1800.

La emetofobia (del griego εμετός, 'acción de vomitar', y φόβος (phóbos) que significa 'terror') es un miedo intenso e irracional relacionado con el vómito. Esta fobia también puede incluir subcategorías de las que causa la ansiedad, incluyendo el miedo a vomitar en público, el temor de ver vómito, el miedo a ver alguien vomitando o el temor que causa la fobia al sentir tener náuseas. Las personas que tienen emetofobia apenas vomitan o no lo hacen a lo largo de sus vidas. Los emetofóbicos suponen el 6% de la población, millones de personas a lo largo del mundo padecen esta fobia y solo el 1% de los emetofóbicos saben que esta fobia existe ya que no se toma mucho en cuenta o se subestima. 
La emetofobia no está limitada por la edad o el nivel de madurez. Hay casos de emetofobia presente en la infancia y la adolescencia, así como en la edad adulta.
Una persona con esta fobia suele ser ansiosa y nerviosa cuando tiene alrededor personas enfermas, y se preguntan constantemente si esa persona vomitará o no. En esta situación, el emetofóbico entrará en un estado de "huir" del lugar, y si no lo consigue, puede derivar en un ataque de ansiedad.

## Definición
Las personas con emetofobia frecuentemente reportan un vómito relacionado con un evento traumático, como una gripe, gastroenteritis, dolor de estómago, o tener que presenciar a alguien vomitando, iniciando así la emetofobia.

## Causas
Hay un fuerte acuerdo en la comunidad científica de que no existe una causa específica para tener emetofobia. Algunos emetofóbicos reportan una experiencia traumática con vómitos, casi siempre en la infancia, aunque muchos no lo hacen. Hay muchos factores que pueden causar un caso legítimo de emetofobia.

## Tratamientos
El miedo a vomitar recibe poca atención en comparación con otros miedos irracionales.
El tratamiento de esta fobia será largo y difícil, pero no es imposible. 
Hay dos herramientas de evaluación utilizadas para diagnosticar la emetofobia: el inventario de Fobia Específica de Vómitos y el Cuestionario de Emetofobia. Ambos se enfocan en un rango diferente de síntomas. Las víctimas de la fobia generalmente experimentan miedo antes de vomitar, pero lo sienten menos después. Sin embargo, el miedo vuelve a aparecer si la víctima teme que vomitará de nuevo.
También se observó en una encuesta, información sobre los medicamentos. A las personas se les preguntó si considerarían tomar medicación de ansiedad para potencialmente ayudar a su miedo, y muchos respondieron que no por miedo a que los fármacos les crearían náuseas. Otros, sin embargo, declararon que algunos medicamentos psicotrópicos (como benzodiazepina y antidepresivos) ayudaron con su fobia, y algunos dijeron que los medicamentos gastrointestinales también eran beneficiosos.
Otra forma es mediante métodos de exposición, utilizando vídeo grabados de otras personas vomitando, la hipnosis, la exposición a las náuseas y la exposición a las señales de vómito, terapia de conducta sistémica, psicodinámica y psicoterapia, también han mostrado efectos positivos para el tratamiento de la emetofobia. Sin embargo, en algunos casos puede causar en una retraumatización, y la fobia puede llegar a ser más intensa como resultado.

## Efectos en la vida
Los emetofobicos también pueden sufrir otros trastornos y fobias que complican sus vidas, como la ansiedad social, el miedo a volar y la agorafobia. Estos tres son muy comunes porque la gente que teme los vómitos están a menudo aterrorizados de hacerlo, o que les ocurra en un lugar público. Por lo tanto, pueden restringir sus actividades sociales para que eviten cualquier situación con alcohol o salir a cenar en los restaurantes.  Las personas que tienen miedo a vomitar pueden evitar el viaje debido a la preocupación por el movimiento de los aviones que pueden causarles mareos. Por la misma razón pueden tener miedo a las montañas rusas. Las profesiones y metas personales se pueden suspender debido a la alta ansiedad asociada a la fobia. Muchos encuentran que tienen problemas de estar a solas con los niños pequeños ya que los niños vomitan más. Las mujeres que padecen de emetofobia retrasan el embarazo o lo evitan por completo a causa de las náuseas que pueden crearse en el primer trimestre, y, si están embarazadas, la fobia complica mucho el embarazo.
Otras inhibiciones en la vida cotidiana se pueden ver en la preparación de los alimentos.  Muchas personas con esta fobia también tienen "rituales" específicos para los alimentos que comen y cómo los preparan. Con frecuencia comprueban la frescura de la comida; lo lavan varias veces con el fin de prevenir cualquier enfermedad potencial que podría contraerse a partir de alimentos que no se han manejado adecuadamente. Comer también se evita si es posible, un reto de superar a veces muy difícil, y muchos dicen que están bajos de peso debido a las estrictas dietas que se ponen a sí mismos.

## Emetofobia y anorexia
Hay algunos casos en los que la anorexia es el resultado del miedo a vomitar en vez de los problemas psicológicos típicos. La anorexia está presente en varias mujeres adolescentes ya que se produce por el resultado de la fobia junto con una enfermedad viral; pierden peso debido a la ansiedad que les causa la emetofobia cuando van a comer, por lo que no comen o comen poco.
A menudo esta fobia está relacionada con otras fobias, por lo que es necesario hacer frente a cada fobia individualmente para que el paciente se recupere por completo. Por ejemplo, es común que los emetofobicos sufran también miedo a la comida, conocido como cibofobia, donde el paciente que los padece se preocupa de que los alimentos que están comiendo tengan patógenos que pueden causarles vómitos. 
Como tal, la gente va a desarrollar conductas específicas que, en sus mentes, hacen que la comida sea más segura para comer y lavan la comida excesivamente para así evitar la ingesta de patógenos dañinos. Con el tiempo, estos temores pueden llegar a estar tan arraigados que la persona que los tiene puede comenzar a sufrir de anorexia nerviosa.
Tienen horario estricto a la hora de la cena. Su preocupación por cenar a horario y tener tiempo de hacer la digestión con la tranquilidad de poder ir a dormir sin sentirse con pesadez en el estómago o el miedo de vomitar mientras duermen. Si sienten que la comida les cayó pesado, toman infusiones digestivas para acelerar el proceso de la digestión y poder ir a dormir ligeros. En caso de que en una reunión familiar la cena se realice tarde, evitarán comer demasiado o pospondrán la cena y dormirán sin comer.